# Veesi
Veesi (est. Veesi järv) – jezioro w Estonii,  w prowincji Valgamaa, w gminie Haanja. Należy do pojezierza Haanja (est. Hannja järved). Położone jest na północny zachód od wsi Vaalimäe. Ma powierzchnię 2,2 ha linię brzegową o długości 564 m, długość 210 m i szerokość 130 m. Sąsiaduje m.in. z jeziorami Hainjärv, Sarikuniidü, Hanija, Alasjärv, Ruusmäe. Położone jest na terenie obszaru chronionego krajobrazu Haanja (est. Haanja looduspark).